# 白騎士物語
『白騎士物語』（しろきしものがたり、White Knight Chronicles）は、ソニー・コンピュータエンタテインメントから発売されたPlayStation 3、およびPlayStation Portable対応のロールプレイングゲームである。

## 概要
本作では、主人公レナードを操作して進めるストーリーパートと、アバターを作成し、オンラインを通じて他のプレイヤーと協力プレイが可能なライブパートのふたつに分かれている。中世ヨーロッパ風の剣と魔法のファンタジー世界を舞台としているが、主人公が巨大な「白騎士」に変身して敵と戦うことができ、これが本作の売りとなっている。変身は特撮の巨大ヒーロー物を意識したという。
『白騎士物語 -古の鼓動-』はPlayStation 3の性能を活かした「王道RPG」として、初週販売数は約20万本、発売時点でのPS3歴代初週販売本数3位を記録したが、発売当時はシリーズ化が発表されていなかったにもかかわらず、ストーリーは続編を匂わせる中途半端な終わり方になっている。 
配信による追加コンテンツ『2nd.WAVE』に関連してゲーム雑誌「週刊ファミ通」に掲載された開発者インタビューでは「ファミ通さんのクロスレビューの得点（引用者注：4人の評者による10点満点で「7/8/7/7」）はかなりショックでしたね」「たしかに志は高かったが、細かな不親切さが積み重なったな、と。だから発売後の修正に凄く力を入れました。」と反省点を語っている。
第2作『白騎士物語 -光と闇の覚醒-』は2010年7月8日に発売。新システムでリメイクした前作『古の鼓動』と新シナリオ『光と闇の覚醒』の二部構成になっており、続編ではなく完全版に相当。ストーリーも完結している。

## 沿革
- 2006年9月22日、東京ゲームショウ2006で開発発表[2]。
- 2007年7月17日、マスコミ向けイベント「PLAYSTATION PREMIERE 2007」において、ゲーム内に自分のアバターを作成出来る事を発表。俳優の要潤のアバターを作成し、実際の要潤の写真と比較するというデモを行った。
- 2007年7月24日、ハイビジョン（720p）画質のプロモーションビデオがPLAYSTATION Storeにて配信された。
- 2007年9月26日、フルハイビジョン（1080p）画質の「白騎士物語 07TGS映像」がPLAYSTATION Storeにて配信された。
- 2008年12月25日、『白騎士物語 -古の鼓動-』が発売。
- 2009年4月23日、大規模追加コンテンツ『1st.WAVE』が配信開始。ゲームシステム面での見直しがされた。
- 2009年8月25日、大規模追加コンテンツ『2nd.WAVE』が配信開始。更なるゲームシステムの見直しと、自分だけの街を造ることができる「ジオラマ機能」の実装。ジオラマ用のパーツ等の有料ダウンロードコンテンツの販売開始。
- 2009年9月23日、東京ゲームショウで続編「光と闇の覚醒」の映像が公開。翌日には公式サイトが開設。
- 2009年10月8日、『2nd.WAVE』までのアップデートを含む廉価版『白騎士物語 -古の鼓動- EX Edition』が発売。
- 2010年6月30日、『白騎士物語-New Project-』と題しPlayStation Portableでの新作を発表。
- 2010年7月8日、『白騎士物語 -光と闇の覚醒-』が発売。
- 2010年11月24日、PSP専用の新作『白騎士物語 -episode.portable- ドグマ・ウォーズ』の公式サイトが開設。
- 2011年2月3日、『白騎士物語 -episode.portable- ドグマ・ウォーズ』が発売。
- 2013年12月19日、『古の鼓動』、『光と闇の覚醒』及び『ドグマ・ウォーズ』のオンラインサービス終了。

## システム

### キャラクタークリエイション
プレーヤーキャラクターとは別に一人、キャラクターユニットのアバターを作成可能。作成したアバターはパーティーメンバーとして戦闘に参加させることができる。
オンライン（ライブ）モードで使用可能。

### 光と闇の覚醒からの新要素
2ndパートから追加されたクリア後に解放されるオンライン用クエスト挑戦人数が4人→6人に
- 採取の簡略化で採取ポイントを何度も調べる必要が無くなった
- プレイヤーの分身であるアバターキャラが"アークナイト"に変身できるようになった
- 戦闘テンポの上昇
- 距離の概念を追加し、1作目ではどんなに敵から離れても100％命中の攻撃はたとえ打撃技でもダメージを受けたが、今作では距離が離れるにつれ敵の命中率が低下する
- 鑑定アイテムの追加
- 他多数

## スタッフ
- プロデューサー - 日野晃博
- 製作・開発 - レベルファイブ

## 主題歌
古の鼓動OP「白騎士物語～旅人たち～」
歌：KAZCO
作詞：日野晃博／作曲・編曲：上松範康
古の鼓動ED「ときのカケラ～Chronicle Love～」
歌：KAZCO
作詞：日野晃博／作曲・編曲：上松範康
光と闇の覚醒OP「戦場に咲いた一輪の花」
歌：飛蘭
作詞：日野晃博／作曲・編曲：上松範康
光と闇の覚醒ED「とべ青い鳥」
歌：飛蘭
作詞：日野晃博／作曲・編曲：上松範康

## 作品世界
中世ヨーロッパ風の世界。モンスターが徘徊するほか、汽車が実用化されるなどしている。人間のほかに、頭頂部に角を持つ種族・フォーレス、カエルに似た種族・ガーマン、額に角を持ち人間より巨体である種族・ワーグ（女性は人間と同じ体格で耳がネコ耳である）、背が低くウサギに似た耳を持つ種族・ハピタルが存在する。通信手段として、ビグロと呼ばれるふくろうに似た鳥を使用している。ビグロはつがい同士で情報を共有でき通信機のように使用できるほか、目から光を出し映写機のように映像を写すこともできる。
バランドール王国
国王ヴァルトスのもと、平和が続いてきた王国。海に面したヨーロッパ風の王都は、王城を囲むように城下町が広がり、貴族街や商店街などに区画分けされている。主人公レナードの暮らす街でもある。長年対立していた隣国フォーリアとの和平交渉を結ぶ為、王の一人娘であるシズナ姫の成人式にあわせ和平交渉を行う。しかし謎の組織「ウィザード」の襲撃を受け、国王は死亡し、シズナ姫は誘拐されてしまった。
パーモ
バランドールの近くにある小さな村。ワインが名産。
フォーリア公国
ダラム大公を中心とした国家。フォーレスが多く暮らし、バランドールとは異なる文化を築いている。長年確執の続いたバランドール王国との和平交渉のためダラム大公が赴くが、ウィザードの襲撃によって殺害され無に帰した。
アルバナ
バランドール王国の南東に広がるラグニッシュ砂漠にある街。ガーマンが多く暮らし、交易都市として栄えている。街の実権はドン・ガマローネが握っており、何をするにも彼の許可が必要。
自由都市グリード
バランドールにもフォーリアにも属さない独立都市。超巨大モンスター・デミトールの背中に建設されており、デミトールを使役することにより周辺の鉱山などを行き来している。大豪富ドリスドールが街の実権を握る。蒸気機関が発達しており、機械化が進んでいる。その多くは商業区域であるが、中にはダウンタウンと呼ばれる不法な街も存在する。
バッケイヤ
ハピタルが住む集落。ハピタルは風の民とも呼ばれ、とても縄張り意識が強い。グライダーと呼ばれる小型の飛行艇を駆る戦闘部隊ウインドライダーズは敵対者の排除のみならず、虫の谷を徘徊する巨大昆虫モンスターグリーバーが吐き出すガスを採取して資金源とする。なお、ハピタル族にとって騎士は本来忌むべきものとされている。
ウィザード / 新生イシュレニア帝国
一万年前に滅びた文明を信仰し、イシュレニア帝国が作り出したシンナイトを狙い暗躍する組織。構成員が黒を基調とした鎧を身につけている。シズナ姫の成人を祝う式典を襲撃し、ヴァルトス王やダラム大公を殺害、さらにシズナ姫を誘拐した。巨大な飛行艇・モノシップや大規模な艦隊、多数のワイバーン系モンスターを使役し、構成員は古代の魔法によって異界の魔獣・ギガースと契約している者も多い。
『古の鼓動』では黒いモノシップで世界各地の古代遺跡を転々としていたが、『光と闇の覚醒』では神の雷と呼ばれる巨大砲塔を備える、断崖に囲まれた難攻不落の要塞レッドホーン島を本拠地とし、さらには超巨大な移動要塞ガルマンタを切り札として隠し持っていた。
イシュレニア帝国
ドグマ時代に存在し、皇帝マドラスが治めていた武力国家。シンナイトやギガースなどを生み出し、使役していたことから魔術や錬金術関連で高い発展を遂げていた。アズヴァーン王国と敵対していたが、双方決着が着くことはなく滅亡した。
アズヴァーン王国
ドグマ時代に存在し、女王ミューレアスが治めていた魔法国家。魔物の使役や魔法関連に精通しており、それらを用いてイシュレニア帝国に対抗していた。イシュレニア帝国と敵対していたが、双方決着が着くことはなく滅亡した。

## キーワード
シンナイト
遥か昔に滅んだ古代文明、イシュレニア帝国が作り出した戦闘兵器。巨大な鎧の姿をしており、ゲーム中では騎士と呼ばれる。騎士を動かすには契約者となる人間が魂を捧げる必要があり、アークという専用のアイテムを用いて変身する。アークの形状や変身の手順は騎士ごとに異なり、アークは契約者以外が触れることはできない。
明確な自我を持った人間が変身すればその人間の思うがままに操ることができるが、騎士自体も自我を持つため、幼い赤ん坊などに契約させることで契約者を意のままに操ることが可能。
二体以上の騎士が集まると共鳴という現象が起こり、その力はさらに強大になる。さらに世界に散らばった五体の騎士が集まると、最後の目覚めという現象が起きるとされているが、それが真実かは定かではなく、何が起こるのかもわからない。
騎士の姿や武器、能力はそれぞれ異なっているが、共通の能力として簡易的な浮遊、または飛行が可能である。
白騎士
白き勇者ウィゼルの力を宿すシンナイト。その名の通り、純白の鎧に身を包む騎士の姿をしており、専用武器である白鉄の剣を武器に戦う。現代の契約者はレナード、ドグマ時代の契約者はワイルド。バランドールの宝物庫に封印されていた本体とは別に、砂漠の古代遺跡から盾が発見された。手甲型のアークに付属する短剣をアークの装填部分に差し込むことで変身する。黒き影ファントムが鎧を守護しており、レナードの実力を試すために戦いを挑んだこともある。ヴァルトス王によれば白騎士には邪悪な思念のようなものが秘められているらしく、それがレナードの衰弱へとつながった。また、五つのシンナイトの中でマドラスが復活するための媒体としての役割が存在していた。変身する時は「古の剣を携えし、白き勇者ウィゼルよ、我に力を」と呪文を唱える。
黒騎士
漆黒の翼ディニヴァスの力を宿すシンナイト。鳥類を彷彿とさせる頭部や翼を持ち、剣を武器に戦う。騎士の中では比較的小柄な体躯しか持たないが、必要時には巨大な翼が現れ、自在に空を飛ぶことができる。現代の契約者はドレギアス（カーラ）、シャプール、ドグマ時代の契約者はクライブ・レダム。アークの形状は漆黒の剣と鞘が一体となっており、鞘から剣を引き抜くことで変身する。『古の鼓動』終盤ではシャプールによって騎士の力が暴走し、より醜悪な姿である黒騎魔神に変貌した。変身する時は「古の闇を支配する、漆黒の翼ディニヴァスよ、我に力を」と呪文を唱える。
竜騎士
紅き翼竜ラーヴェインの力を宿すシンナイト。巨大な翼を携え、槍を武器に戦う。『古の鼓動』では飛行する場面はなかったが、『光と闇の覚醒』では外見の通りドラゴンに勝るとも劣らない飛行能力を見せつけた。現代の契約者はシーザー、ドグマ時代の契約者はヴァン=ラドゥール。竜を模ったベルト型のアークを腰に巻いて変身する。竜騎士の鎧は長年マスタードラゴンという竜によって守護されており、両者の外見は酷似している。また、竜騎士の力は変身後も残留するらしく、ドラゴンの眼と呼ぶ能力によって他人の心を見透かすことができる。ただしこの能力を遮断できるような者も中には存在する。変身する時は「古の大地を焦がす、赤き翼竜ラーヴェインよ、我に力を」と呪文を唱える。
月姫
白銀の女神ルティウスの力を宿すシンナイト。騎士の中では唯一の女性型であり、遠距離攻撃が可能な弓を武器とする、他の騎士にはない属性魔法（ただしアバターのアークナイトなら一部を使用可能になる）や全体回復技を持つなど異質な存在である。翼は持たないが、簡単な浮遊程度なら可能。基本的には後方支援を得意とするが、モノシップを瞬く間に撃ち落とすなど火力は決して他に引けを取らない。現代の契約者はユウリ、ドグマ時代の契約者はフラベル・ルナ。弓型のアークを天に向かって放つことで変身する。当初、本体は大賢者ユグラのもとに封印されており、アークはバンヘイブン荒野に隠されていた。月姫自身が戦うことを拒んでいたため長らく動くことはなかったが、仲間を救いたいと願うユウリに応えて起動した。月に自らの姿を映し出し、その意思を伝えることもできる。変身する時は「古の闇夜に輝く、白銀の女神ルティウスよ、私に力を」と呪文を唱える。
太陽王
万物を統べる太陽の王アドルメアの力を宿すシンナイト。黄金の鎧に身を包み、武器となる両刃の槍は分離させれば二振りの剣にもなる。強烈な火炎属性の攻撃を得意としており、敵の攻撃を防ぐバリアを作り出したり、月姫と同様に浮遊も可能。現代の契約者はグラーゼル（セティ）、ドグマ時代の契約者はマドラス。仮面型のアークを装着して変身する。5体存在するシンナイトの中で最も強大な力を持つと謳われるが、『古の鼓動』終盤で対峙した際はシズナによって不完全な状態で封印が解かれ、著しく能力が劣化した状態だったためレナードたちに敗北を喫する。しかし『光と闇の覚醒』では完全に封印が解かれており、その力は竜騎士と月姫を相手にしてなお圧倒するほど。他の四体のシンナイトとは作られた経緯が異なり、イシュレニアの皇帝であるマドラスが最強の力を求めた故にマドラスのために生み出されたシンナイトでもある。変身する時は「古の天空に輝く、万物を統べる太陽の王アドルメアよ、我に力を」と呪文を唱える。
古代遺跡
世界各所に存在する遙か1万年前の文明の遺跡。騎士の鎧やアーク、武器が封印されていることが多く、『古の鼓動』では古代遺跡を巡るウィザードを追う形でレナードたちも訪れることになる。世界最大の古代遺跡ドグマホールからは古代の騎士の契約者とされる四人の赤ん坊と、五歳ほどの少年がコールドスリープ状態で発見された。
シンカ村
全てがはじまったとされる、今は廃墟となった小さな村。バンヘイブン荒野と呼ばれる場所に存在し、ドグマホールで見つかった四人の赤ん坊と少年が育った。村長であったミディアスという男は、赤ん坊たちが騎士の契約者であることに気付き、その危険性を恐れ、記憶を封じた状態で別々の里親に託した。
シリーズ共通のイベントとして、ストーリークリア後に最高レベルに達した状態でここを訪れるとスキルポイントを追加、新たに振り分けられる転生ができる。
ギガース
エルドアによって人と魔獣の融合と説明された大型のモンスターの総称。カード状のアイテムを額に掲げ、「アドベント」と唱えることで自らの肉体にその力を宿す。主にウィザードの構成員が騎士に対抗するために使用し、様々な種類がいるが必ずしも人型とは限らず、四足歩行の獣のようなギガースも存在する。さらに人間の命を生け贄に捧げることで複数のギガースを融合させることも可能。異界に棲む魔獣を肉体に宿らせることで強大な力を発揮でき、一万年前のドグマ戦争の際にも使われている。しかしギガースとの契約は徐々に肉体を蝕むらしく、最終的には契約者の自我は失われギガースに肉体を乗っ取られるとされている。その危険性ゆえに現代には殆どこのギガースに関する知識は残っていない。
シャグーナ
『古の鼓動』終盤において、ドグマホールの遺跡でシズナ姫が復活・起動させた中型の飛行艇。鳥類を髣髴とさせる翼を持ち機動力は高いものの、火器などの武装は一切搭載されていない。ウインドライダーズの一員であるロッコ（他にも数名のハピタルが内部に乗艇している）が操縦を担当するが、迎撃の激しいガルマンタへの突入時はオズモンドが代わりを務めた。
回帰の書
大賢者ユグラによって与えられた、過去の出来事に触れることができる書物。あくまで過去の一部を覗くだけで、歴史を大きく変えることはできない。
最後の目覚め
五体のシンナイトが揃い、共鳴することによって起こる現象とされる。その真相はイシュレニアの皇帝マドラスを復活させ、目覚めさせる儀式であり、白騎士を媒体にし、他の騎士の力を吸収することで完全な復活を遂げるというもの。また、力を吸収されると騎士への変身は不可能となる。

## ストーリー
古の鼓動
人々が平和に暮らすバランドール王国では、長年対立していた隣国フォーリアとの和平交渉を行おうとしていた。あわせて麗しき姫君の成人を祝う式典が行なわれていたが、王国が秘匿する古代の兵器シンナイトを奪うため、謎の組織ウィザードによる襲撃を受け、王も死亡する。
混乱に陥るなか、ワイン商の使いとして場内に居合わせた少年レナードは、シズナ姫と共に城の地下にある宝物庫へと逃げ込む。そこには古代の遺跡から発掘された白騎士と呼ばれる謎の鎧が鎮座していた。追い詰められたレナードは白騎士を起動させ、敵を撃退するものの、姫は誘拐されてしまう。
レナード達は姫を救うため、ウィザードを追跡する旅に出る。
光と闇の覚醒
内乱によって国を追われたフォーリア公国の公女ミウと将軍スカーダインは運命的な導きによりレナードたちと出会い、孤島で密かに世界征服に向けて始動した新生イシュレニア帝国との最後の戦いへとおもむくのだった。
ドグマ・ウォーズ
“ドグマ戦記”と呼ばれる戦乱の時代。イシュレニア帝国にて“騎士”が創られ、アズヴァーン王国との戦争の最中、人知れずイシュレニアに立ち向かおうとしていた者達、そして全ての始まりの物語。

## 登場人物

### パーティ
レナード (Leonard)
声：浪川大輔
『古の鼓動』および『光と闇の覚醒』の主人公。17歳。バランドール王国のラパッチワイン商で働く青年。年頃の少年のあどけなさを残した純朴で優しい性格と許せない悪意に対し怒りを隠さない激しい一面をあわせ持つ。幼少期に出会ったシズナに淡い恋心を抱いており、ウィザード襲撃事件の際に彼女を救う。シズナを連れて逃げ込んだ城の地下宝物庫で、そこに保管されていた古代の禁断の力「白騎士」を発見し、騎士の試練を乗り越え、その資格者となる。結果的に白騎士を操ることには成功したが、眼前でシズナ姫を奪われてしまい、エルドアの導きによって彼女を救う旅に出る。旅を通じて白騎士に秘められた謎や、ウィザードの目的を知ってゆく。ワイン商で働いている身に過ぎないが、多少の剣術の心得は持っている。
なぜ白騎士を操れるのか疑問を持つことも多かったが、後に自身がドグマホールから発見された赤ん坊の一人であることが判明した。
『光と闇の覚醒』では正式にバランドールの騎士となっており、シズナによってフォーリア公国の大賢者ユグラを訪ねるように頼まれる。白騎士に変身することはレナードに少なからず負担を与えるらしく、『古の鼓動』終盤以降徐々に肉体の限界が近付いている。『光と闇の覚醒』では度重なる騎士の共鳴によってついには倒れてしまい、戦線離脱を余儀なくされる。その後は長らく昏睡状態が続いていたが、後に意識を取り戻すも体調が回復しないまま、戦場に出ようとしてシズナに止められてしまう。シズナがミューレアスの記憶を完全に取り戻した後に「聖王剣ファルシオス」を授けられる。それと同時にイシュレニアとの戦いを最後に白騎士への変身を最後とするように告げられ、承諾する。そして苦戦するユウリとシーザーの前に援軍として現れ、ファルシオスの剣で太陽王を撤退にまで追い込む。しかし、再び戦線を離脱してしまう。
白騎士
白き勇者ウィゼルの力を宿すシンナイト。その名の通り、純白の鎧に身を包む騎士の姿をしており、専用武器である白鉄の剣を武器に戦う。バランドールの宝物庫に封印されていた本体とは別に、砂漠の古代遺跡から盾が発見された。手甲型のアークに付属する短剣をアークの装填部分に差し込むことで変身する。
黒き影ファントムが鎧を守護しており、レナードの実力を試すために戦いを挑んだこともある。ストーリーが進むにつれ、ドグマ戦争においてトロル族の英雄・マグスが使用した騎士の鎧を貫ける聖剣グランサーや、ドグマ戦争において太陽王を倒したとされる聖王剣ファルシオスなどの武器を手に入れる。ヴァルトス王によれば白騎士には邪悪な思念のようなものが秘められているらしく、それがレナードの衰弱へとつながった。また、五つのシンナイトの中でマドラスが復活するための媒体としての役割が存在していた。
『光と闇の覚醒』のエピローグにおいて、アークはバランドール城の宝物庫へと返還された。
ユウリ (Yulie)
声：雪野五月
レナードと幼馴染の少女。17歳。パーモの村に暮らす、レナードの幼馴染。笑顔の絶えない快活な少女だが、レナードに密かに淡い想いを寄せる少女らしい一面も。レナードと城で開かれていた式典に忍び込んでいた際、運悪くウィザードによる襲撃に巻き込まれることに。シズナ姫に惹かれていくレナードのそばで、寂しさを胸に秘め、ともに旅をしながら彼を支えてゆく。レナードと同じくワイン商で働いている身だが、ストーリー開始時点ではバランドールではなくパーモの村にいた。ウィザード襲撃の際にその場に居合わせたため、レナードと共にシズナ姫を取り戻すための旅に出る。レナードに恋心を抱くが当の本人はシズナ姫の救出に夢中で、一人寂しさを感じることも。レナードが倒れたことで、以前より感じていた自身の無力さを痛感し、新たな力を求めた結果、月姫と邂逅することとなる。
正体はレナードたちと同様にドグマホールから発見された赤ん坊の一人。レナードやシーザーが『古の鼓動』の時点で記憶を取り戻したのに比べて彼女はそれが遅れたため、正体に気付くのは『光と闇の覚醒』へと持ちこされた。
月姫
白銀の女神ルティウスの力を宿すシンナイト。騎士の中では唯一の女性型であり、遠距離攻撃が可能な弓を武器とする、他の騎士にはない属性魔法（ただしアバターのアークナイトなら一部を使用可能になる）や全体回復技を持つなど異質な存在である。翼は持たないが、簡単な浮遊程度なら可能。基本的には後方支援を得意とするが、モノシップを瞬く間に撃ち落とすなど火力は決して他に引けを取らない。弓型のアークを天に向かって放つことで変身する。
当初、本体は大賢者ユグラのもとに封印されており、アークはバンヘイブン荒野に隠されていた。月姫自身が戦うことを拒んでいたため長らく動くことはなかったが、仲間を救いたいと願うユウリに応えて起動した。月に自らの姿を映し出し、その意思を伝えることもできる。また、アークには巨大モンスター魔像王イフリートが罠として待ち構えており、アークを狙う物を排除するためユウリたちに攻撃を仕掛けた。
エルドア (Eldore)
声：津嘉山正種
正体や素性が謎に包まれた老剣士。運命に翻弄されるレナードを導く謎の老剣士。剣術だけでなく、魔法にも長けたその実力は、彼がそれまで波乱に満ちた人生を歩んで来た事を証明していると言える。あまり多くを語らない寡黙な老人だが、時折見せるその鋭い眼光は老いを感じさせない力強さを秘めている。沈黙で厳格ながらも、思慮深く冷静に相手や物事の本質を見極めることが出来る。ウィザードの襲撃を受けるバランドール城に突如現れ、レナードとシズナを白騎士と邂逅させるきっかけを作る。その後はレナードたちとともに旅をすることになる。魔法や数々の知識に明るく、他人に軽い暗示をかけることもできる。連絡番のビグロ（青とピンク）を飼っており、『古の鼓動』ではウィザードの追跡に一躍買った（『光と闇の覚醒』には登場しない）。
その正体は古人（いにしえびと）と呼ばれるドグマ戦争の時代の人物であり、預言に従って時を超える禁呪を使い現代にやってきた。時を越える代償として時間を奪われ、肉体が老化している。古代イシュレニア帝国と戦ったアスヴァーンの女王ミューレアスを救えなかったことを悔やみ、その生まれ変わりであるシズナを護ろうと尽力する。ドグマ時代はエルダスという名のミューレアスの従者の青年であり、アスヴァーンの若き天才軍師だった。
アバター
ゲーム開始時にプレイヤーが外見を設定する、プレイヤーの分身のような存在。ラパッチワイン商の新入りとしてレナードに同行する。イベント中に声を発することはないが、話をする素振りは見せている（他のキャラクターには声が聞こえている設定）。
アークナイト
『光と闇の覚醒』より追加されたアバター専用の騎士。アークナイトとは白騎士に代表される5体のシンナイトとは異なり、バランドール王国が騎士の技術を研究・再現した騎士で、アバターのものはその試作第一号である。ドン・ガマローネのコレクションから発見された宝珠型のアークを用いて変身する。武器は剣（盾も装備可能）・槍・鎚の三種類から選ぶことができ、鎧の形状やカラーリングなども自在にカスタマイズできる（カラー変更アイテムは一部課金）。
厳密にはシンナイトとは異なる存在のため、パーティーメンバーが変身する騎士の中で唯一、騎士同士の共鳴による干渉を受けない。
カーラ (Kara)
声：山田里奈
荒くれた者達が集まる砂漠の町、アルバナに住む少女。普段は酒場の踊り子として生計を立てている。他人を信用せず、どこか小馬鹿にするような素振りを見せる事も少なくない。また、年齢にも不釣合いな知識や冷静さを兼ね揃え、周囲を上から見下ろすかのような言動を取る事も多い。17歳。ウィザードに妹のレンを人質に取られ、ギガースと契約した上でレナードたちの暗殺を依頼される。しかしベルシタンの卑劣な手によって妹を眼前で失い、その後はレナードによって新たな旅のメンバーに加えられた。皮肉屋な言動が目立つクールな性格。
その正体はウィザードの将軍ドレギアスで、黒騎士の契約者。グラーゼルによって偽物の記憶を植え付けられており、ヴァルトスは自分が殺したと思い込んでいる。当初スパイとしてレナードたちに同行したが、彼らと旅を続けるうちに情が移ってしまい、ドレギアスとしての使命との間で苦悩する。最終的には彼らを裏切ってしまうが、シーザーの窮地を救うなどの動きは見せていた。当初は軽い雰囲気のシーザーを嫌っていたが、シーザーの人柄に触れ、仲間達とイシュレニアとの間で激しく揺れることになる。最後の戦いでは追い詰められたグラーゼルを逃がすためにレナード達と戦う。しかし、度重なるシーザーの説得により、イシュレニアに抜けること決めるもそれを忌々しく思ったシャプールに背後から刺されてしまい、シーザーにその最後を看取られ、崩れる遺跡と運命を共にする。
ドグマホールで発見された赤ん坊の一人で、グラーゼル（セティ）を兄として誰よりも慕っている。
なお、後に彼女がウィザードのスパイであることがわかったため、前述の妹とされる少女・レンは辻褄合わせの偽者である可能性が高い。
シーザー (Caesar)
声：平川大輔
グリードを支配する大富豪、ドリスドールの御曹司。17歳。その自由奔放かつ掴み所の無い性格からグリードの民から尊敬される父とは対照的に見られることも多いが、実際は仲間思いの熱血漢。死期が近い父親の思い出の品の模倣品を作るため、一人危険な土地へ踏み込むことも厭わず、その行動を見抜いていたエルドアによってパーティーメンバーに加えられた。言動は軽いが、身体能力や洞察力は人一倍優れている。また、非常に思慮深い。カーラに好意を寄せており、ドラゴンの眼によって彼女の正体に気付いてはいたが、最後まで仲間だと信じていた。ドグマホールで発見された赤ん坊の一人。
『光と闇の覚醒』では亡き父親に代わってグリードの当主となり、バカ息子などと非難していた住民たちからの評価も良い方向へと変化しつつある。当初はレナードたちと別れグリードを治めていたが、グリードに現れた閻竜を倒すためにレナード達と再会し、共に閻竜を倒すことに成功する。閻竜を倒した直後に養父であるドリスドール伯爵と再会し、グリードの領主の証である「竜山の王の証」を授けられる。その後は迫りつつあるイシュレニア帝国の魔の手からグリード、さらには世界を救うため再びメンバーに加わった。騎士の力は重宝されており、クレイドール平原におけるバランドールとイシュレニアの戦闘においては積極的に前線に参加した。黒騎士のアークを奪った上でカーラを殺害したシャプールを「盗人」と蔑み、強い憎悪を抱いている。シャプールとの戦闘の後はバランドール軍と共にイシュレニアを迎え撃つ。
竜騎士
紅き翼竜ラーヴェインの力を宿すシンナイト。巨大な翼を携え、槍を武器に戦う。『古の鼓動』では飛行する場面はなかったが、『光と闇の覚醒』では外見の通りドラゴンに勝るとも劣らない飛行能力を見せつけた。竜を模ったベルト型のアークを腰に巻いて変身する。
竜騎士の鎧は長年マスタードラゴンという竜によって守護されており、両者の外見は酷似している。また、竜騎士の力は変身解除後も残留するらしく、ドラゴンの眼と呼ぶ能力によって他人の心を見透かすことができる。ただしこの能力を遮断できるような者も中には存在するらしい。

### バランドール王国
シズナ
声：坂本真綾
ヴァルトス国王の一人娘。絶世の美貌の持ち主。幼少時に母親をフォーリアの刺客に眼前で殺害され、精神的ショックで十年間、声が出せずにいた。成人を祝う式典の最中にウィザードの襲撃を受け、父・ヴァルトスをドレギアスに殺害されてしまう。しかも父を目の前で失ったことで声を取り戻すこととなる。その後自身もドレギアスに殺害されそうになった所をレナードによって救われる。その後レナードと共に逃げ込んだ城の地下宝物庫で、そこに保管されていた古代の禁断の力「白騎士」を発見し、無自覚に謎の力で白騎士の封印を解く。最終的にはウィザードによって誘拐されてしまう。父との死別とレナードとの出会いが何年も閉じていた彼女の心に大きな変化をもたらしてゆく。当初は弱々しい雰囲気だったが、少しずつ人質でありながら気丈な一面を見せるようになっていく。また、自身の窮地を救い、その後も自身を救おうとするレナードに少しずつ惹かれていく。自覚のない状態で騎士の封印を解くことが出来る。その正体はドグマ戦争の際に騎士を封印したアスヴァーンの女王ミューレアスの転生した姿であり、騎士の封印を解けるのもこのため。また、度々、ウィザードの監視の隙を突いてはレナード達と連絡を取り合い、時にレナード達に手掛かりを残すこともある。『古の鼓動』終盤でグラーゼルによって操られ太陽王の封印を解いてしまう。しかし、その後、意識が戻り、太陽王の力を弱体化させるが、それに憤慨したグラーゼルに剣で刺されてしまう。しかし、エルドアの魔法によって一命をとりとめる。その後は無事レナード達と共にバランドールに帰還する。
『光と闇の覚醒』では正式に王位を継承し、バランドールの統治者となっている。イシュレニアの動向を警戒しつつ、レナード達にフォーリアへの援軍を頼む。今作では古代遺跡を訪れる度に徐々に記憶を取り戻しつつあったミューレアスとしての記憶が終盤で母フローレインによって封印が解かれ、全ての記憶が蘇った。回帰の書で父ヴァルトスと再会し、ドグマホールや騎士についての成り立ちと白騎士の真実を知り、「賢者の証」を授けられる。その後は三つの証を融合させ、「聖王剣ファルシオス」を完成させる。
ヴァルトス
声：羽佐間道夫
平和路線を進めてきたバランドールの国王。温厚な人格者であり、実娘のシズナや家臣のサイラスからも慕われていた。対立していたフォーリアとの和平交渉の際に、ウィザードによって殺害されてしまう。回帰の書でシズナと再会した時に白騎士の真実を伝え、「賢者の証」を与える。
フローレイン
声：大原さやか
バランドールの王妃。十年前、フォーリアとの戦争によって殺害された。穏やかな淑女でサイラスのことも実の息子のように可愛がっていた。実はシズナの体に刻まれたミューレアスの記憶を封印した張本人であり、後にシズナの夢の中に現れ、シズナにミューレアスの力について教え、シズナに施した封印を解く。そしてシズナを抱きしめ、激励の言葉を残す。作中では語られないが、実は彼女を殺害したのはサルベイン（レダム）であり、シズナの回想で僅かにフードから顔が見える。
サイラス
声：小山力也
バランドールの王宮騎士団長。幼少期に王妃の身飾りを見つけ出し、それが縁となり国王に拾われ彼を実の父親のように慕っている。国王殺害の報せに感情的になりサルベインと対立し、数人の兵士を引き連れ城を後にする。なお、この兵士たちの中にはサルベインが仕向けたスパイも混じっているが、『光と闇の覚醒』では一切登場しない。
『古の鼓動』では序盤以降あまり本編には関わらず、レナードたちを追う形で旅を続けフォーリア公国に入る。『光と闇の覚醒』ではイシュレニア軍に襲われた風の民を助け、その縁でバッケイヤからバンヘイブン荒野に逃げ込んだ風の民ハピタルと行動を共にしており、その後はユウリたちと合流、ゲストキャラクターとしてパーティにも加わった。当初はプライドが許さずバランドールへ戻ることを拒んでいたが、エルドアの言葉や仲間のために奮闘するユウリの姿を見て考えを改め、再びバランドールに戻った。騎士団長の肩書きは偽物ではなく、ウィザード兵たちを瞬く間に倒すなど実力は折り紙つき。
サルベイン
声：家弓家正
バランドールの宰相。国王が亡き今、サイラスが国を去ったことで事実上の権力者にのし上がる。騎士の力を手に入れたレナードたちに姫の救出を依頼した張本人でもある。作中では語られないが、実はフォーリアとの戦争の最中に混乱に乗じてフローレインを殺害した張本人であり、序盤のシズナの回想で僅かにフードから顔を見ることが出来る。
『光と闇の覚醒』ではバランドール王国を離れ、新生イシュレニア帝国にてレダム司祭（クライブ・レダム）と名乗りグラーゼルに助言を与えている。
ラパッチ
声：西村知道
小さなワイン商を経営する、ワーグ族の男。レナードの育ての親でもある。シズナ姫の成人祭では式典のワインを任され、これがレナードとシズナを引き合わせるきっかけとなった。グリードの闇闘技場で連戦連勝を重ね、覇拳と呼ばれた冒険者の名もラパッチといったそうだが、真相は不明のまま。
エルヴィ
声：瑞沢渓
バランドールの近衛騎士団長を務める女性。国を去ったサイラスに代わって前線の指揮を執った。『光と闇の覚醒』からの新キャラクター。
フランポワーズ
声：矢島晶子
バランドールの王宮研究員。ワーグ族の女性。シンナイトに関する研究を行っているが研究が難航しており、そこへ現れたアバターのコレクションから騎士のアークを発見、ついに試作一号機であるアークナイトを開発した。少々自分勝手な言動が目立つが、腕は確か。『光と闇の覚醒』からの新キャラクター。

### フォーリア公国
ダラム大公
声：大木民夫
パランドールと対立するフォーリアの大公。穏健派と評され和平交渉のため、バランドール王国へと赴くがウィザード襲撃時に殺害されてしまう。下級の魔法程度なら使用することができる。
ミウ
声：釘宮理恵
ダラム大公の孫娘。ダラム大公の死によって国が内戦状態になり、命を狙われる立場にある。か弱い少女だが、弓を武器にしておりある程度の戦闘が可能。『光と闇の覚醒』からの新キャラクター。性格は祖父のような統治者になることが出来ないという不安や元来の気弱な性格もあってかどこか頼りない面があった。ダラム大公の死後、フォーリア国内は内戦状態となり、その身分から命を狙われることになる。動乱のただ中で何もできない無力感に苛まれていたが、ユウリ達と行動を共にした事で変化が生まれる。回帰の書により、ダラム大公と再会し、フォーリアの王の証である「聖森の王の証」を託される。内乱が終結した後は祖父の最後の言葉を受け取ったこともあり、精神的に逞しく成長し、最終決戦ではバランドールの危機を知り、フォーリアの軍を率いて援軍としてやって来る。
スカーダイン
声：藤原啓治
フォーリアの将軍。内戦によって命を狙われるミウを守り続け、絶体絶命の窮地に陥った際にレナードたちに助けられた。その恩を感じて彼らの旅に同行したことも。『光と闇の覚醒』からの新キャラクター。
その正体は『古の鼓動』終盤においてシャプールによって殺害されたカーラが、大賢者ユグラによって二度目の生を授かった姿。新生イシュレニア帝国の目を欺くためにスカーダインとしてフォーリアに属しており、正体を明かさないまま再会したレナード達に力を貸していたが、終盤でクライブ・レダムに兜を破壊されたことで正体が明らかとなった。以降は正式にパーティーメンバーの一員として復帰し、かつてウィザードに属していたことからレッドホーン島内部の構造に詳しくこれの攻略に一躍買った。またシーザーとは相思相愛と呼べる間柄にまで進展しており、『光と闇の覚醒』のエピローグでは彼についていく形でグリードを訪れている。
上記の関係からか彼女の感情表現アクションは男性のものが使われている（パーティー復帰後は女性のものに戻る）が、スカーダイン時の声（課金アイテム）は男性アバターにしか使えない。
大賢者ユグラ
声：宮澤正
ドグマ戦争の時代から生き続ける賢者。老人のような口調で話すが人としての姿は持たず、大樹にその意識を宿している。古くから月姫と深い関わりがあり、戦いを放棄した月姫の本体を自らの体に封印していた。『光と闇の覚醒』からの新キャラクター。
ローレウス卿
声：玄田哲章
フォーリアの有力者。ダラム大公亡き後ミウを後継者にしようとし、ユグラを守ろうと尽力する。『光と闇の覚醒』からの新キャラクター。
ナナゼル卿
声：関俊彦
フォーリアの有力者。ダラム大公亡き後フォーリアを掌握しようとミウの命を狙う。イシュレニアにも繋がっており、ユグラを廃した政治を行なおうとしていた。一見すると利己的な人物に見えるが、ユグラ曰く彼なりにフォーリアのことを考えての行動だった模様。二振りの剣で戦う上位種のギガースデュークギガースへとアドベントする。『光と闇の覚醒』からの新キャラクター。

### ウィザード / 新生イシュレニア帝国
グラーゼル / セティ
声：内田夕夜
ウィザードを束ねる若き首領。23歳。その姿を見せること自体が稀であり、素性、司令官としての手腕など一切が不明。古代文明を信奉し、その遺産であるシンナイトを集めるために組織を動かす。その正体はドグマホールで発見されたとされる少年であり、自らをイシュレニア帝国の皇帝マドラスの生まれ変わりと妄信している。剣を武器にしているが、変身前の状態でレナードたちと戦うことはなかった。
シンカ村で暮らしていたころはセティという別の人格があったとされ、古代文明に触れるにつれてその力に魅了されてしまい現在の人格であるグラーゼルが生まれた。セティはグラーゼルの野望を阻止するためにレナードたちに協力したこともあるが、人格の侵食が進んでいるのか結局は彼らを裏切ってしまった。セティの人格は『光と闇の覚醒』では登場せず、またグラーゼルはこの名前で呼ばれることをひどく嫌う。また、本人によるとミディアスのことは父として愛していたとのこと。
太陽王
万物を統べる太陽の王アドルメアの力を宿すシンナイト。黄金の鎧に身を包み、武器となる両刃の槍は分離させれば二振りの剣にもなる。強烈な火炎属性の攻撃を得意としており、敵の攻撃を防ぐバリアを作り出したり、月姫と同様に浮遊も可能。仮面型のアークを装着して変身する。
5体存在するシンナイトの中で最も強大な力を持つと謳われるが、『古の鼓動』終盤で対峙した際はシズナによって不完全な状態で封印が解かれ、著しく能力が劣化した状態だったためレナードたちに敗北を喫する。しかし『光と闇の覚醒』では完全に封印が解かれており、その力は竜騎士と月姫を相手にしてなお圧倒するほど。他の四体のシンナイトとは作られた経緯が異なり、イシュレニアの皇帝であるマドラスが最強の力を求めた故にマドラスのために生み出されたシンナイトでもある。
ドレギアス将軍
声：大塚芳忠
漆黒の鎧を身にまとうウィザードの将軍。ベルシタンとともにバランドールを襲撃し、国王ヴァルトスをシズナの眼前で殺害した張本人でもある。優れた剣術の使い手であり、レナードとエルドアを同時に相手にしてなお互角以上に戦う実力の持ち主。黒騎士の契約者として幾度となくレナードたちと対峙し、彼らの能力に興味を抱いている。
実はドレギアスとは一定の個人を指す言葉ではなく、組織をまとめるために様々な人物が演じる役の名前である。黒騎士に変身するドレギアスはカーラが演じているが、ヴァルトスを殺害した人物は別におり、シーザーの持つドラゴンの眼でもその正体は掴めなかった。
黒騎士
漆黒の翼ディニヴァスの力を宿すシンナイト。鳥類を彷彿とさせる頭部や翼を持ち、剣を武器に戦う。騎士の中では比較的小柄な体躯しか持たないが、必要時には巨大な翼が現れ、自在に空を飛ぶことができる。アークの形状は漆黒の剣と鞘が一体となっており、鞘から剣を引き抜くことで変身する。
『古の鼓動』終盤ではシャプールによって騎士の力が暴走し、より醜悪な姿である黒騎魔神に変貌する。『光と闇の覚醒』ではシャプールが新たな契約者となり、積極的に前線に出るようになった。
ベルシタン
声：秋元羊介
ウィザードの参謀。道化のような外見と慇懃な立ち居振る舞いとは裏腹に、卑劣な謀に長けた男。バランドール襲撃の際にはサーカス団の団長を装って侵入し、王国を混乱に陥れた。直接戦闘は不得手だが魔法の扱いに長け、カニのような下半身を持つ上位種のギガースサルガタナスへとアドベントする。竜騎士の力を手に入れたシーザーと戦闘を開始するも敗北し、最後はシャプールに用済みと見なされ、殺害される。
シャプール
声：櫻井孝宏
特殊な形状の頭角を持つ隻眼のフォーレス族の青年で、グラーゼルを盲信する側近。たとえ上官であっても失策や背信に対しては容赦ない制裁を加える冷酷無比な人物。『古の鼓動』終盤では離反しようとしたカーラから黒騎士のアークを強奪し、『光と闇の覚醒』では黒騎士の契約者として前線でも活躍する。騎士の力に魅了されており、その力を妄信している。
クライブ・レダム
バランドールの宰相であったサルベインの真の姿。帝国内ではグラーゼルと唯一対等な立場で発言できる存在であり、彼に様々な助言を与えている。積極的に前線に立つことはないが自身の戦闘力も桁外れに高く、剣術のほかに強力な魔法を操ることができる。イシュレニアの皇帝マドラスの復活を野望としており、陰からグラーゼルを操って五体の騎士を集め「最後の目覚め」を起こそうと暗躍する。『古の鼓動』および『光と闇の覚醒』の黒幕とも言える人物。バランドール城襲撃の際はドレギアス将軍として現場に居合わせており、ヴァルトス王を殺害した張本人でもある。
イルフラム
レッドホーン島に封印されていた巨大モンスター。煉獄の巨神とも呼ばれ、溶岩に浸かった状態でも活動に支障はない。強靭な四肢のほかに背中からは無数の触手が伸びており、触手や口から火炎を吐き出して見境なく暴れ回る。その気性の荒さから簡単には制御できず、無数の制御装置によって行動を制限されているものの、最終的には自ら制御装置を破壊したことでレッドホーン島を破壊し尽くしてしまった。

### アルバナ
ガマローネ（ドン・ガマローネ）
声：大平透
砂漠の街アルバナを支配する、カエルのような姿をしたガーマンと呼ばれる種族のドン。他のガーマンよりも巨体で種族が微妙に異なるらしい。レベルファイブお馴染みのアイテム合成役。
『光と闇の覚醒』では一時期イシュレニアによってアルバナを占拠され、保有していたコレクションの大半を奪われてしまうものの、残った中から偶然騎士のアークをアバターに譲ったことでフランポワーズの研究が一気に加速し、アークナイトが完成する遠因を作った。
アマンダ（マダム・アマンダ）
ガマローネの妻。体のサイズは他のガーマンと同等だが、人語を話すことはできない。体格はガマローネの方が圧倒的に大きいのだが、夫婦生活は全く逆でガマローネはアマンダに頭が上がらない。
イボンヌ
ガマローネの浮気相手で、ガーマン族の中では絶世の美女らしい。ガマローネと同じく普通のガーマンよりも巨体で、人語は話せないが文字の読み書きはできる。水の中でしか生きることができず、アルバナの近くのオアシスに住んでいる。『光と闇の覚醒』のエンドロールでは地上での活動が可能になったのか、アルバナを訪れている。

### パーモ村
ラウス
声：我修院達也
バランドール王国のパーモ村で、獣車を引いて生活するハピタル族。酒飲みで怠け者の一面もあり、よくユウリに叱られている。

### 自由都市グリード
ドリスドール伯爵
声：菅生隆之
シーザーの父親。自由都市グリードの事実上の権力者だが、パーティーメンバーがグリードを訪れた際には既に病に伏していた。
『光と闇の覚醒』では回帰の書によって若き頃の彼に会うことができ、40年前に閻竜がグリードを襲撃した際にこれを撃退するものの、完全には倒すことができず体を蝕まれてしまった。当時は槍を武器に戦っており、その実力は生半可な物ではない。
デミトール
自由都市グリードそのものを背負う超巨大モンスター。採掘シーズンになると街ごと移動して採掘場に直結する。水中行動や石化も可能であり、『光と闇の覚醒』ではその能力を活かして意外な場面で活躍した。
アミル
体の動きや掛け声によってデミトールを操るハピタル族。彼のデミトール語の指示に従ってデミトールは鉱山への接岸などをするため、グリードの繁栄には必要不可欠な存在である。
マスタードラゴン
声：榊原良子
グリードの付近に存在するバンカーロード採掘場にて発見された古代遺跡を護るドラゴン。竜騎士の鎧とアークを守護する役割を担っており、外見は竜騎士に酷似している。知能が発達していて人語を話すことができ、他の竜族を統べる存在でもある。ウィザードによって古代遺跡を襲撃され、その場に居合わせたシーザーに素質を見出し、アークを託して消滅した。
ドリスドール家に代々伝わるものとして、有事の際にはグリードの領主が古代遺跡を訪れ、マスタードラゴンに教えを乞う竜の試練というものがある。
閻竜
ドグマの時代においてイシュレニア帝国が作り出した不死の生物兵器。姿かたちはドラゴンそのものだが、竜族の骸を肉体に利用しているに過ぎないためドラゴンの仲間というわけではなく、竜族を統べるマスタードラゴンの言葉も通じない。体からは人が吸い込むと熱病に蝕まれる黒い霧が噴き出ており、過去に何度かグリードを襲撃、混乱に陥れた。不死の能力を持つため簡単に倒すことはできず、閻竜を倒すにはマスタードラゴンによって授けられる神槍・応竜が必要とされる。

### バッケイヤ
オズモンド（チャックノウ・オズモンド）
声：森久保祥太郎
風の民ハピタルを束ねる若きリーダー。ウインドライダーズを率い、縄張りを侵す者を排除する。やや好戦的で間抜けな面が目立つもののハピタルからは慕われており、ロッコの命を救ったと知ってレナードたちに協力するなど義理堅い一面もある。シャグーナの操縦も可能。『光と闇の覚醒』ではバッケイヤをウィザード軍に襲撃された際にサイラスによってその窮地を救われ、一時彼と手を組んでいた。その縁があってか新生イシュレニア帝国との最終決戦において、ハピタル族のグライダーが多数戦闘に参加している。
ロッコ
声：小桜エツ子
ウィンドライダーズの一員である小さな男の子。グライダーの故障によって立ち往生し、モンスターに襲われていたところをレナードたちに助けられる。この出来事がレナードたちとハピタル族を結ぶことになった。『光と闇の覚醒』ではシャグーナのパイロットとして旅に同行する機会が増えている。

### シンカ村
ミディアス
ドグマホールの古代遺跡から騎士の契約者である赤ん坊を発見した人物。シンカ村の村長でもあり、ヴァルトスとともに騎士に関する研究を続けた結果真実に気付き、騎士の力によって起こる災いを回避するためセティ以外の四人を、それぞれ記憶を封じた状態で別々の里親に託した。
シンカ村壊滅後はバランドールに移っており、住民からの信頼も厚かったようだが、ゲーム中では既に死亡しており名を語られるのみで容姿は不明。住民からははやり病で亡くなったとされているが、その後のグラーゼルの発言によると彼を殺そうとし、逆に彼の凶刃に倒れた。

### イシュレニア帝国
ワイルド
白騎士の資格者。無精髭を生やした男性。ミヌーテ村の出身。本名はシェナ＝クルード。イシュレニア最強の騎士であり、イシュレニア騎士団隊長だったが、死んだ妻と子を甦らせるため、ミューレアスだけが使えるという「リバース」という死者を蘇生させるための禁呪を求める。イシュレニアを裏切り処刑直前のアスヴァーン女王・ミューレアスを救出する。その後はミューレアスとエルダスと共にアズヴァーンへと向かう。自身の家族を殺したアズヴァーンへの恨みは強く、ミューレアスやエルダスにも敵意を隠そうともしていない。全てを失ったためか、憂いを帯びたかのような雰囲気を纏っている。ミューレアス達と共に逃避行をしながら、自身の故郷であるミヌーテ村に身を隠す。そこで異界の門の影響で亡き妻子と再会し、ミヌーテ村の滅亡の真実を知り、打倒イシュレニアを誓う。また、この時に妻子の意図を組み、蘇生は諦めている。それからはミューレアスと和解する。その後はミューレアスと再び再会することを約束し、一旦別行動に移る。その後、ギドを救出し、ギドから白騎士に新たなる力を授けられ、フラベルや同郷の仲間を失いながらも単身イシュレニア帝国に突撃する。その後はヴァンを倒し、クライブと生身の一騎討ちでクライブに勝利し、マドラスの元に向かう。しかし、マドラスに操られたミューレアスの攻撃を受け、一度は死亡してしまうも、ミューレアスが「リバース」を使ったことで蘇生し、太陽王に変身したマドラスをミューレアスの力によって完全となったファルシオスの剣で倒すことに成功する。その後は「リバース」の反動で消滅するミューレアスの最後を見届け、往生際の悪いマドラスに止めを刺すために自分諸ともマドラスを道連れにし、海底に沈む帝国と運命を共にする。
クライブ＝レダム
黒騎士の資格者。どこかグラーゼルを思わせる風貌の美青年。23歳。ワイルドに対抗心を抱いており、何かと彼に突っ掛かる。性格は一見穏やかな美青年といった雰囲気だが、本性は残忍で冷酷。騎士システムの欠点を見抜き、ミヌーテ村の四人の赤子と幼い少年を保護し、騎士の契約者とするため結界で封印している（その内の四人の赤子がレナード、ユウリ、シーザー、カーラであり、幼い少年がセティ（グラーゼル）。実は本編に登場するレダム司祭の若かりし頃の姿。ワイルドの家族を殺し、ミヌーテ村を滅ぼした張本人。最後の戦いでは生身でワイルドに一騎討ちを挑むも始終圧倒された挙げ句、命を奪われずに見逃されたことでプライドを消失し、脱け殻のように帝国崩壊を見届けることとなる。その後は騎士を回収し、ミヌーテ村の赤子達に契約させる。しかし、クーデターにより、騎士を奪われ、自身は禁呪を使い、マドラスが復活すると予言された一万年後に飛ぶ。自身はどういった方法かは不明だが、黒騎士の契約を赤子の一人に移行させることに成功している。
ヴァン＝ラドゥール
竜騎士の資格者。隻眼のワーグ族。豪快な熱血漢で情に熱く、涙脆い人物。何らかの方法でマドラスに定期的に操られている。一度はワイルドと一戦交えるも敗北する。しかし、その後、自身を殺さなかったワイルドに疑問を抱き、その動向を見守る。そして再びワイルド達の前に現れ、ミヌーテ村の真実を知り、ワイルド達に協力することとなる。しかし、マドラスによって操られ、フラベルを殺め、ワイルド達を裏切ってしまう。最後の戦いではワイルドに挑むも彼に討たれる。死の間際に正気に戻り、ワイルドの戦いを見て、自身がもう操られることを心配する必要はないと安堵し、事切れる。
フラベル＝ルナ
月姫の資格者。ミヌーテ村の出身。ユグラの義理の娘。活気な性格でかなり気が強い。関西弁で喋る。暴走したギガースを何体も倒す内にイシュレニアに疑問を抱くようになる。同郷のワイルドに憧れに似た好意を寄せている。当初はワイルドの刺客として現れるも、ワイルドを殺めることが出来ず、その場に泣き崩れてしまう。その後はミヌーテ村の真実を知り、ワイルド達に協力することとなった。しかし、マドラスに操られたヴァンに奇襲を受け、致命傷を負わされる。最後は想い人であるワイルドにその最期を看取られる。
ギド＝カンタラベ
イシュレニアの大錬金術師。騎士システムを作った老人でマドラスの父の代からイシュレニアに仕えている。現在はマドラスに監禁され、拷問を受けていたが、ワイルド達に救出される。しかし、その後再びマドラスに連れ戻され、太陽王を作成させられ、完成後に殺害されてしまう。マドラスの父からある頼みを受けており、その頼みが後のマドラス打倒に繋がる。その頼みはファルシオスの剣を作るに当たり、マドラスが正しき王になれなければ力を与えるなというものだった。
マドラス
太陽王の資格者。イシュレニア帝国の皇帝。
当時の外見は老人であり、イシュレニアを最強の国にするべく、様々な手段を辞さず、力を求める。本編に登場した時と同様に冷酷なエゴイストであり、クライブに命令し、ミヌーテ村を滅ぼし、ワイルドの家族を殺させた張本人。また、本編では見せなかった死への恐怖や騎士の力を使える者達への恐怖心なども抱いているなど、統治者としては未熟な面が強かった。普段は尊大に振る舞っているが、内心では死や自身を脅かす脅威に怯え、夢現、うなされるなどの精神的に脆い面がある。最後の戦いが始まる前にギドを脅迫し、太陽王を完成させ、ミューレアスを洗脳する。しかし、ミューレアスによってワイルドを殺害させたことで僅かな油断が生まれ、その時にミューレアスに心を読まれてしまう。その後は蘇生したワイルドを太陽王の力と不完全なファルシオスの剣で追い詰めるも、ギドの意図を読めなかったことにより、ミューレアスにファルシオスの剣を完成させられると同時に奪われてしまう。そしてファルシオスの剣を手に取ったワイルドに討たれる。しかし、それでも完全に死なずに往生際悪く、ファルシオスの剣と永遠の命を求めるもワイルドの捨て身の猛攻により、道連れにされ、今度こそ死に至る。自国の民であるミヌーテ村を猜疑心故に滅ぼすなどの暴挙などを行い、マドラス自身が正しき王となれなかったことが自身と帝国の破滅へと繋がり、ワイルドに討たれる間際にミューレアスからもそのことを指摘されていた。自身の死の間際に自身の思念を白騎士に宿した思われ、それが本編の主人公であり、新たな白騎士の契約者であるレナードの衰弱に繋がる。

### アズヴァーン王国
ミューレアス＝アスヴァーン
アスヴァーン王国の女王。
自身の転生体であるシズナと似た外見をしている。性格は凛々しく、気丈な性格であり、聡明にして自分の意思を貫くことができる人物。一度はワイルドに囚われ、帝国で公開処刑が行われようとしていたが、「リバース」の方法を求めたワイルドに救出される。最初はワイルドと衝突することも多かったが、行動を共にする内に少しずつ、互いに惹かれあっていく。異界の門を閉じ、世界を救うために行動しているが、異界の門を閉じることは魔法の力が使えなくなる=アズヴァーンの崩壊を意味しており、国を捨ててでも世界を救わなければならないことに内心、心を痛めている。また、イシュレニアに対しても敵意よりも罪の無いイシュレニアの民を殺めてしまっていることに深い罪悪感を感じ、ミヌーテ村で素性を隠して過ごしていた時は涙を流している。その後ミヌーテ村の真実を知ったワイルドと和解し、再び再会することを約束し、別行動をとることとなる。しかし、その道中にマドラスに拐われ、洗脳されたままワイルドを殺めてしまう。その直後に正気に戻り、「リバース」を使ってワイルドを蘇生し、ギドの意思を読み取り、ファルシオスの剣を完成させ、ワイルドと共にマドラスを倒し、異界の門を閉じることに成功する。そして「リバース」の反動でワイルドの目の前で自身は消滅する。最後までワイルドに対しての想いを語ることは無かったが、蘇生した直後にワイルドを抱きしめていた。
エルダス・アーディン
アスヴァーンの若き天才軍師。
ワイルドを利用してミューレアスを救出する。性格は冷静沈着にして頭脳明晰。ミューレアスを心から慕っていると同時に彼女に好意を寄せていた模様。ただし、ワイルドとの折り合いはあまり良くない。ミューレアスを処刑から救うため、ワイルドに家族を蘇生させる手段を教え、ミューレアスの救出を依頼する。天才軍師の名は伊達ではなく、ワイルドもその名を知っていたほど。実は本編に登場するエルドアの若かりし頃の姿。「episode porable ドグマウォーズ」にも登場する。
リグ＝フルド
アスヴァーンの大賢。一見すると穏やかな人物に見えるが、イシュレニアに勝つためなら手段を選ばない人物。

### その他の人物
ユグラ
フォーレス族の長老。
フラベルの育ての親。フラベルを溺愛しているが、彼女が戦死したことを知り、人前から姿を消した模様。その後の動向は明かされていないが、月姫を人知れず保護していた模様。本編でも大樹の姿で登場している。
マグス
トロル族の英雄。
たった一人で騎士と戦い、イシュレニアの侵攻から虫の谷を守った。彼の振るったアスヴァーン製の剣「グランサー」は騎士の甲冑を破壊することができるという。隻眼でありながらもイシュレニアの騎士を退ける強さを誇り、虫の谷に住まう風の民からは神聖視されている。そのためバッケイヤの集落付近には各所に彼を讃える石像が彫られている。